# Brzoza omszona
Brzoza omszona (Betula pubescens Ehrh.) – gatunek drzewa liściastego z rodziny brzozowatych (Betulaceae). Występuje w zachodniej, środkowej i północnej Europie, na Syberii i Kaukazie oraz na Grenlandii. W Polsce występuje na całym niżu pospolicie, w górach jest rzadki.

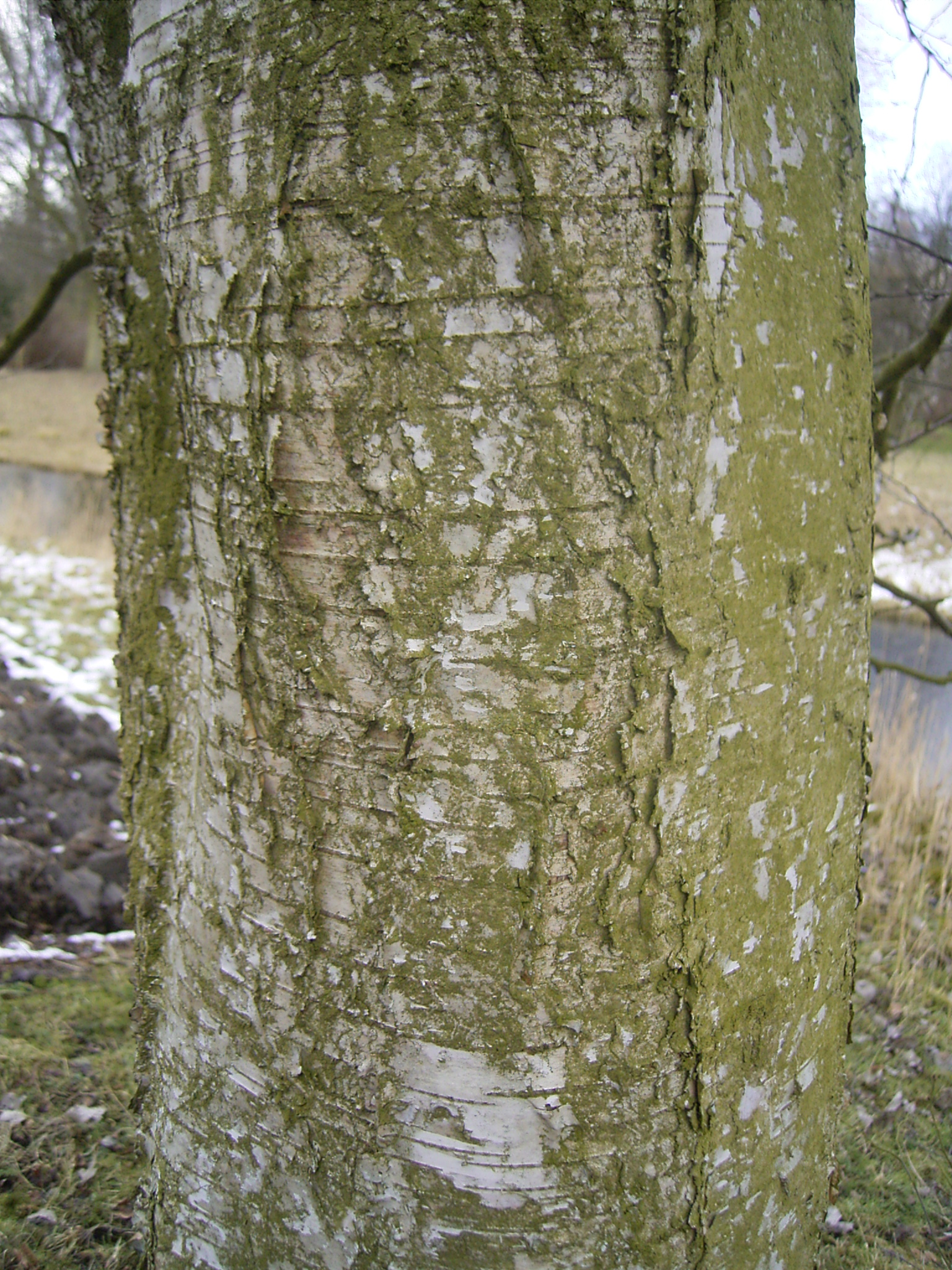
Kora

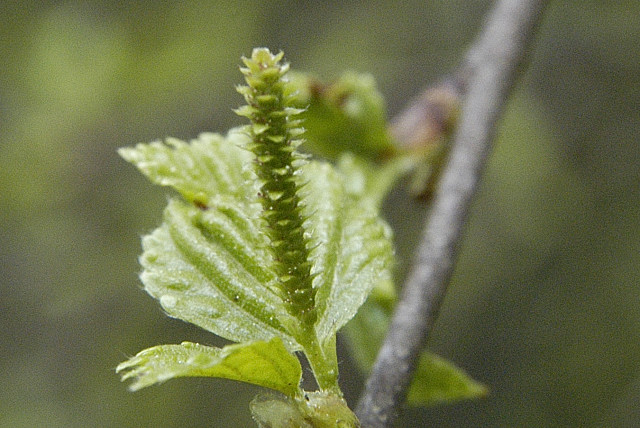
Kwiatostan

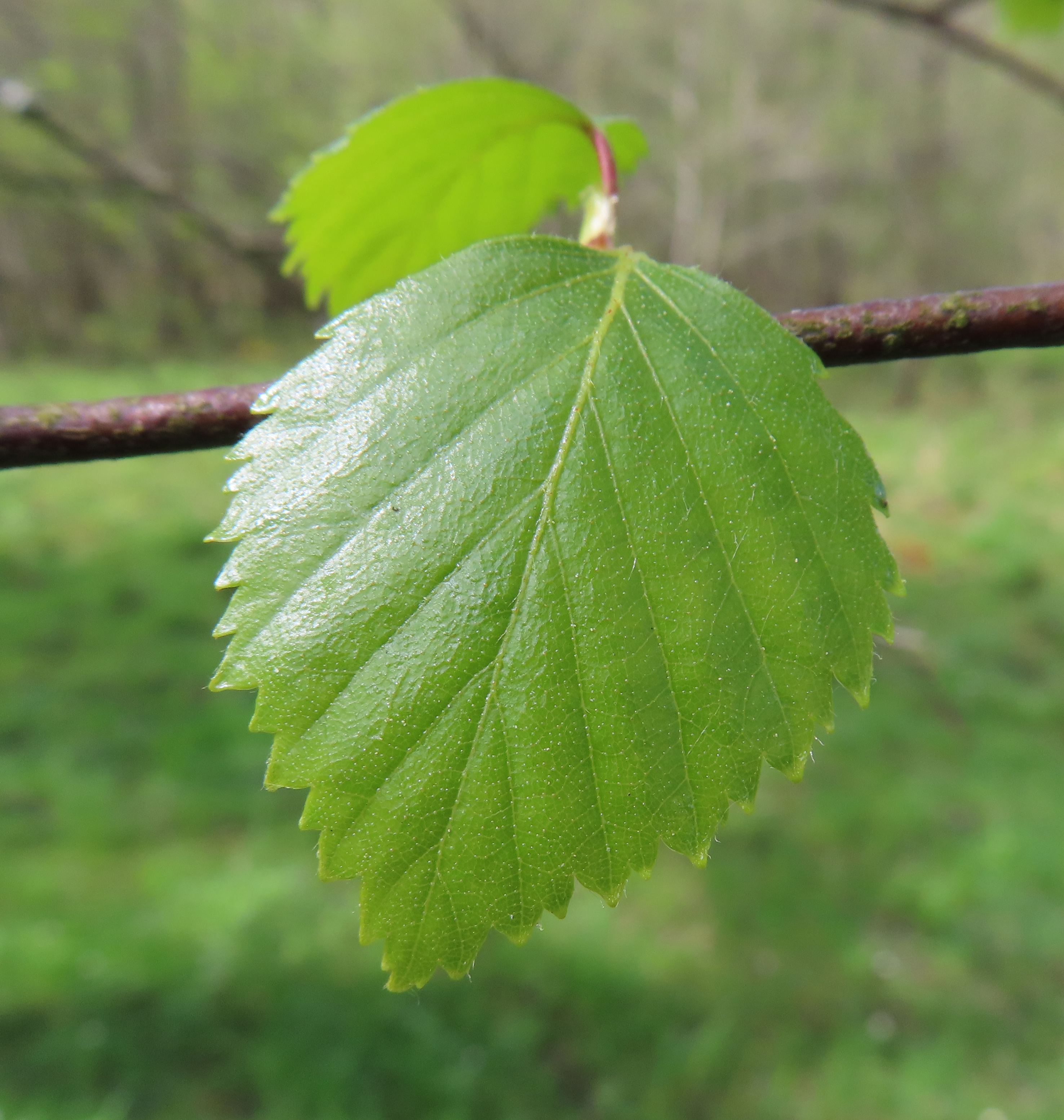
Liść

## Morfologia
PokrójPosiada owalną koronę. Gałęzie są uniesione ku szczytowi lub poziome. Dorasta do 28–30 m wysokości.
PieńKora młodego drzewka ma fioletowoczerwoną barwę. Później staje się matowobiała. Łuszczy się okrężnymi płatami. Starsze okazy mają korę spękaną i ciemniejącą. Na pędach brak żywicznych brodawek lub występują one nielicznie. Pędy początkowo miękko owłosione, z czasem łysieją. Pędy są wyprostowane, rzadziej i na końcach tylko przewisające.
LiścieCiemnozielone na powierzchni górnej i jaśniejsze, zielonawoszare na powierzchni dolnej. Posiadają charakterystyczne, gęste, siateczkowate unerwienie. Nerwy są lekko brunatne lub prawie białe. Liście wykazują obecność nielicznych włosków gruczołowych i są lekko omszone na obu powierzchniach. Na dolnej powierzchni widoczne są małe kępki żółtawoszarych włosków, w miejscach rozgałęzień nerwów. Kształt jajowaty lub romboidalny. Szczyt nie jest wydłużony ani zaostrzony. W porównaniu z liśćmi brzozy brodawkowatej, są nieco mniejsze, grubsze i bardziej regularnie ząbkowane.
OwoceDrobne orzeszki, obustronnie uskrzydlone. Zebrane w walcowate, rozpadające się owocostany.

## Biologia i ekologia
Siedlisko: Torfowiska, lasy bagienne, w tym olsy, wilgotne kwaśne dąbrowy i zarośla wierzbowe. Spotykana na niżu aż po położenia górskie, w Alpach do 2000 m n.p.m. Rośnie na glebach wilgotnych, podmokłych, kwaśnych i piaszczystych. Unika miejsc o suchym podłożu. Mniej światłożądna niż brzoza brodawkowata. Odporna na mróz. Megafenerofit. W klasyfikacji zbiorowisk roślinnych gatunek charakterystyczny dla Ass. brzezina bagienna Vaccinio uliginosi-Betuletum pubescentis. Opadłe liście są pożywką m.in. dla bakterii z rodzaju Rhodococcus. Liczba chromosomów 2n = 56.

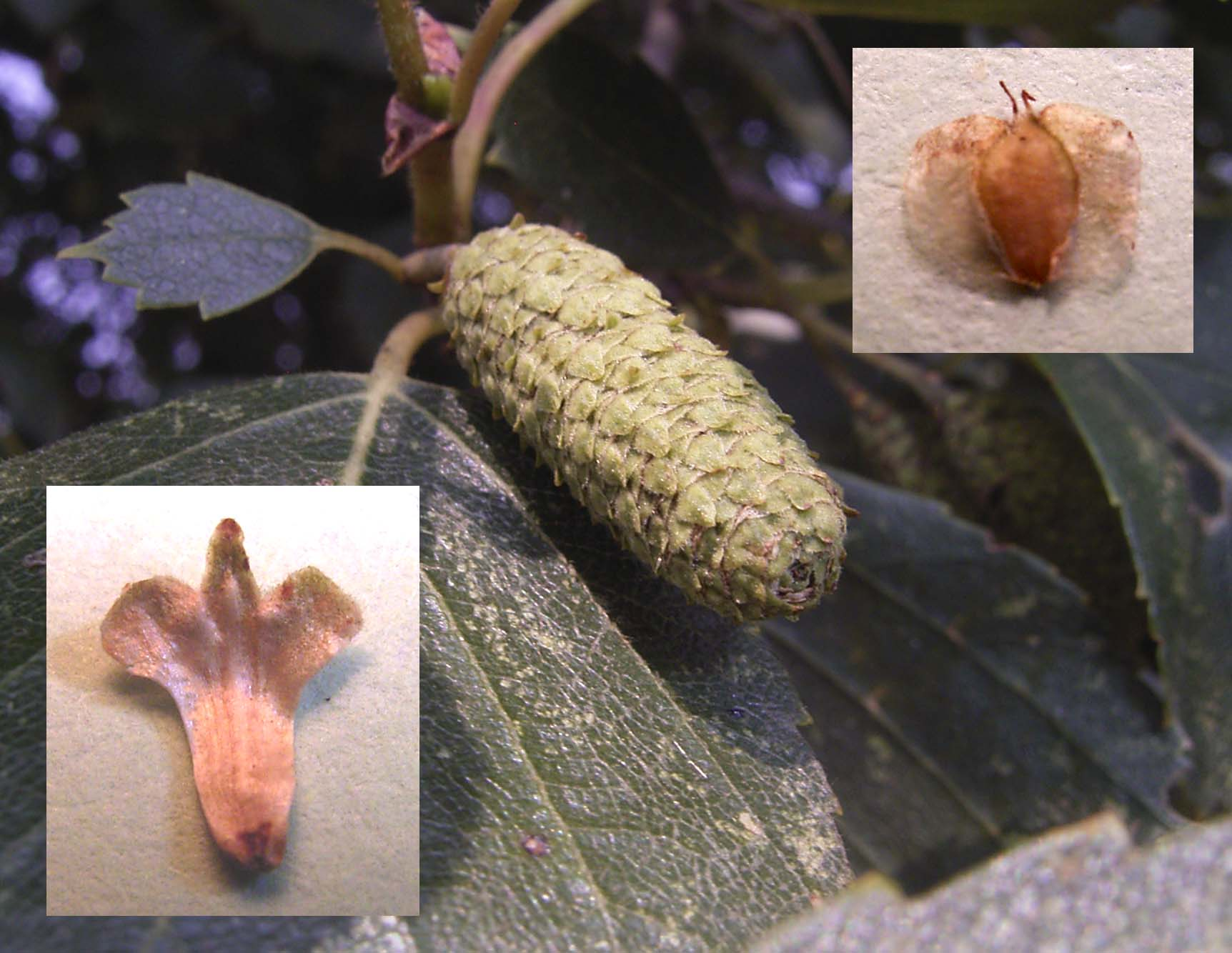
Owoce

## Mieszańce i zmienność
Brzoza omszona łatwo krzyżuje się z brzozą brodawkowatą dając mieszańca B. × aschersoniana Hayek o cechach pośrednich i z tego powodu trudnego do identyfikacji. Tworzy także mieszańce z b. niską i b. karłowatą.
W obrębie gatunku wyróżnia się 5 zaakceptowanych odmian:
- Betula pubescens var. fragrans Ashburner & McAll.
- Betula pubescens var. golitsinii (V.N.Vassil.) Tzvelev
- Betula pubescens var. litwinowii (Doluch.) Ashburner & McAll.
- Betula pubescens var. pubescens
- Betula pubescens var. pumila (Zanoni ex Murray) Govaerts

oraz dodatkowo mieszańca między odmianą typową (var. pubescens) oraz var. pumila – nothovar. kusmisscheffii (Regel) Gürke.
W Polsce obok odmiany typowej (podnoszonej też do rangi podgatunku) wyróżniany jest tradycyjnie podgatunek:
- B. pubescens Ehrh subsp. carpatica (Willd.) Asch. & Graebn. – brzoza omszona karpacka[13]

Takson ten w niektórych ujęciach podnoszony jest nawet do rangi osobnego gatunku jako  Betula carpatica Waldst. & Kit. – brzoza karpacka. Identyfikowany jest na podstawie takich cech morfologicznych jak: wysokość nie przekraczająca 4 m, liście podwójnie nierówno ząbkowane, bez kępek włosków w kątach nerwów po spodniej stronie, których jest 5 par (u podgatunku typowego jest 8–9 par nerwów). W bazie Plants of the World Online takson nie jest uznawany (jego nazwa stanowi synonim odmiany typowej). W syntaksonomii takson ten uznawany jest za gatunek charakterystyczny dla Ass. Pado-Sorbetum.

## Zastosowanie

### Roślina lecznicza
Surowiec zielarskiLiść brzozy (Betulae folium) – całe lub połamane liście brzozy brodawkowatej i brzozy omszonej, oraz ich mieszańców. Surowiec powinien zawierać nie mniej niż 1,5% flawonoidów w przeliczeniu na hiperozyd. Zawiera ponadto do 3,2% saponin, kwasy organiczne, żywice, do 9% garbników katechinowych, sole mineralne, olejek eteryczny i związki trójterpenowe (folientriol, folientetraol).
Działanie i zastosowanieDziała moczopędnie, odtruwająco i wzmacniająco. Jest stosowany przy kamicy nerkowej, przy obrzękach na tle krążeniowym, jako środek na porost włosów, a w medycynie ludowej – do wybielania skóry i przeciw piegom. W przewlekłych chorobach dróg moczowych, niewydolności nerek, przy gośćcu i przy łuszczycy stosuje się napar z liści, które zawierają szereg czynnych substancji, m.in. flawonoidy, garbniki, sole mineralne i związki żywiczne. Można nim przemywać też suchą i łuszczącą się skórę.
Zbiór i suszenieLiście zrywa się młode, gdy są jeszcze lepkie i suszy w warunkach naturalnych w cieniu. Po wysuszeniu liście mają słaby, przyjemny zapach i gorzkawy, ściągający smak. Korę zbiera się wiosną z młodych, ściętych pni i gałązek, zdziera się elastyczną białą część zewnętrzną. Pączki pozyskuje się wczesną wiosną, gdy są dobrze nabrzmiałe, z drzew ściętych w czasie czyszczeń, i suszy w temperaturze 25 – 30 °C. Wysuszone pączki są lepkie, na przekroju jasnozielone, o silnym balsamicznym zapachu i gorzkawym smaku.